# Dolín
Dolín (lidově Dolejn) je vesnice, část města Slaný v okrese Kladno ve Středočeském kraji. Leží asi tři kilometry severovýchodně od Slaného na horní hraně návrší nad údolím Byseňského potoka.

## Historie
První písemná zmínka o vesnici pochází z roku 1290.
Vesnici založili někdy na samém počátku 14. století benediktini ze slánského proboštství ostrovského kláštera. První písemná zmínka o Dolínu (Dolin) pochází z roku 1325, kdy byla část vsi v majetku vyšehradské kapituly. V roce 1337 pražský biskup Jan IV. z Dražic tento díl Dolína spolu s dalšími statky v okolí převedl novému augustiniánskému klášteru v Roudnici nad Labem. Klášter pak přikoupil ještě jiný díl Dolína od vladyk z Blahotic. Ostatek vsi byl v držení měšťanů ze Slaného. Za husitských válek přešla církevní část Dolína do světských rukou a Slánským tak patřila většina vsi, menší díl pak měšťanům z Prahy. V 16. století patřil Dolín k panství Vraný a střídal šlechtické majitele: nejprve Jan III. Zajíc z Hazmburka, dále od roku 1550 Petr Chotek z Vojnína, který roku 1561 zdědil také Žerotín, po něm jeho zeť Jindřich Brozanský z Vřesovic a dále Doupovcové z Doupova. Dle urbáře, pořízeného za Fridricha Doupovce roku 1592 víme, že tehdy měla ves 12 osedlých. Sňatkem Kristiny Doupovcové přešel Dolín na hraběte Jana Zdeňka Vratislava z Mitrovic, za třicetileté války však ves zcela zpustla - Berní rula zde roku 1654 uvádí jedenáct prázdných statků a dvě chalupy. Ve druhé polovině 17. století koupili Dolín Valkounové z Adlaru a připojili k panství Zlonice. Ves se však vzmáhala jen velmi zvolna, ještě v roce 1696 se počítalo pět statků v Dolíně pustých. Po zbankrotovavším Václavu Janu Vojtěchovi Valkounovi vydražil roku 1707 majetek hrabě Norbert Leopold Libštejnský z Kolovrat, jehož syn Norbert Vincenc v roce 1721 zlonické panství prodal hraběti Filipu Kinskému ze Vchynic. V držení Kinských pak Dolín zůstal až do zrušení feudálního zřízení.

## Obyvatelstvo
| Rok            | 1869 | 1880 | 1890 | 1900 | 1910 | 1921 | 1930 | 1950 | 1961 | 1970 | 1980 | 1991 | 2001 | 2011 | 2021 |
| -------------- | ---- | ---- | ---- | ---- | ---- | ---- | ---- | ---- | ---- | ---- | ---- | ---- | ---- | ---- | ---- |
| Počet obyvatel | 356  | 415  | 532  | 514  | 511  | 549  | 563  | 396  | 405  | 356  | 282  | 254  | 272  | 354  | 412  |
| Počet domů     | 53   | 65   | 87   | 90   | 94   | 102  | 123  | 135  | 166  | 126  | 113  | 133  | 136  | 149  | 159  |

## Obecní správa
Při sčítání lidu v letech 1850–1989 Dolín byl samostatnou obcí, se kterým patřil nejprve do okresu Slaný, ale od roku 1960 v okrese Kladno. Od 1. ledna 1990 je částí města Slaný v okrese Kladno. V letech 1850–1889 k obci patřil Bakov a v letech 1850–1989 také Želevčice.

## Pamětihodnosti
- Kostel svatých Šimona a Judy, filiální k farnosti Slaný. Pravidelné bohoslužby se v Dolíně nekonají, kostel je přístupný pouze příležitostně. Jde o gotickou stavbu ze 14. století, pseudogoticky upravenou ve druhé polovině 19. století (nynější průčelní věž pochází z roku 1863). V letech 1907 až 1908 provedena hodnotná secesní výzdoba (nástěnné malby a okenní vitráže), v exteriéru nad vchodem mozaika Krista – Dobrého pastýře od Viktora Foerstra. Kostel obklopuje starý nepoužívaný hřbitov, na němž je pochován spisovatel Valerián Pejša.

## Galerie

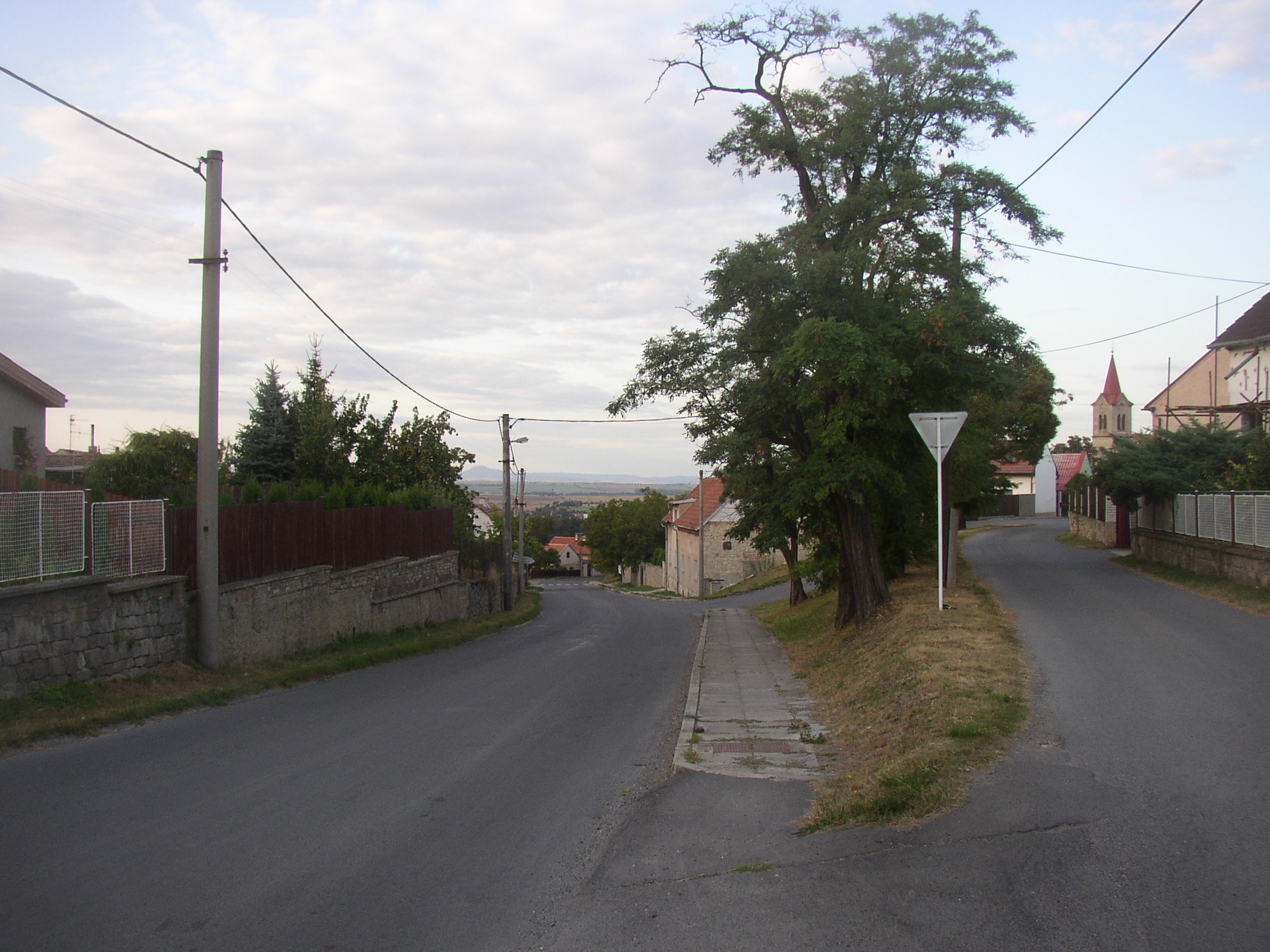
Z průjezdní silnice v horní části vsi odbočuje ulice ke kostelu
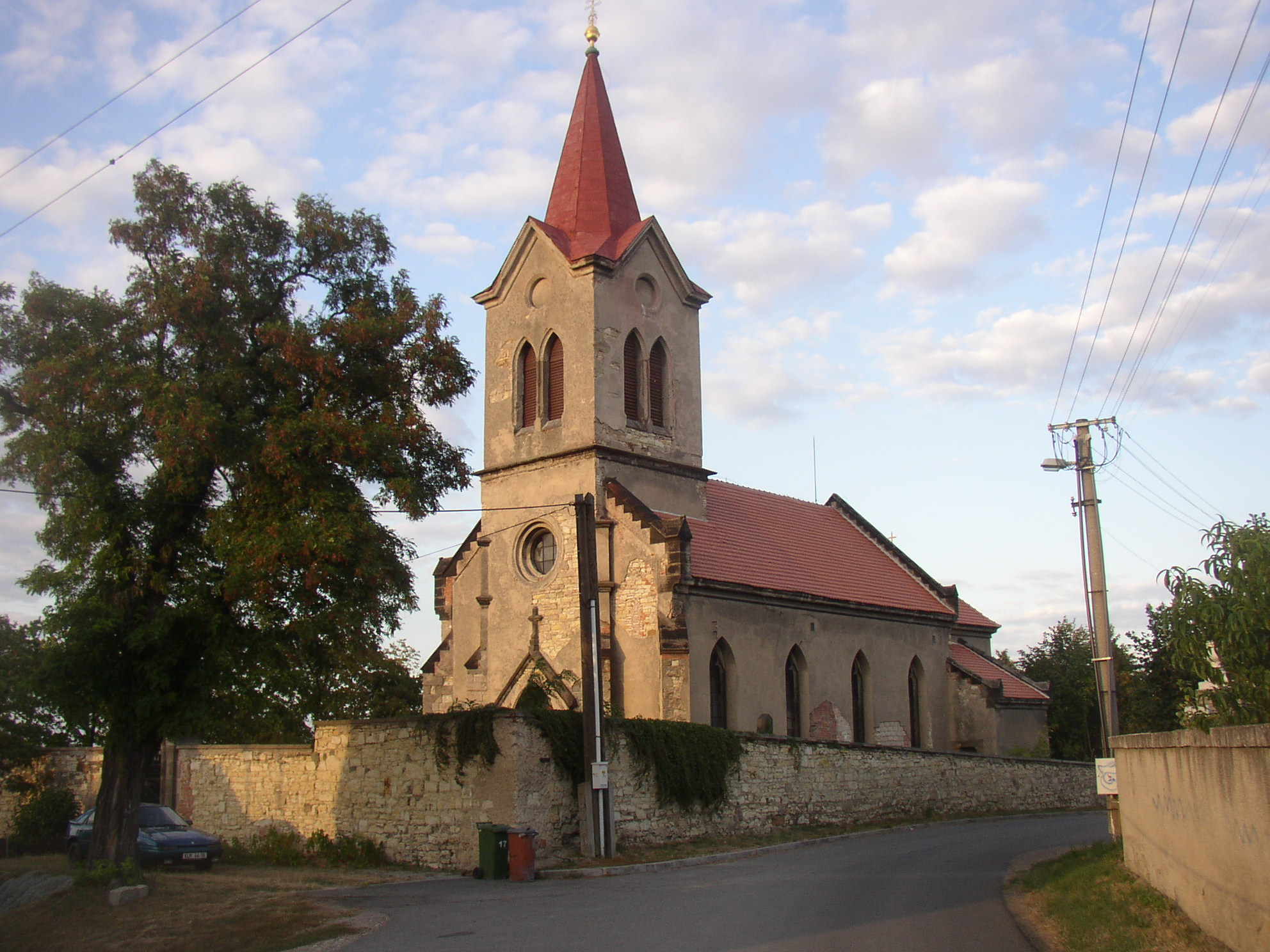
Kostel svatých Šimona a Judy
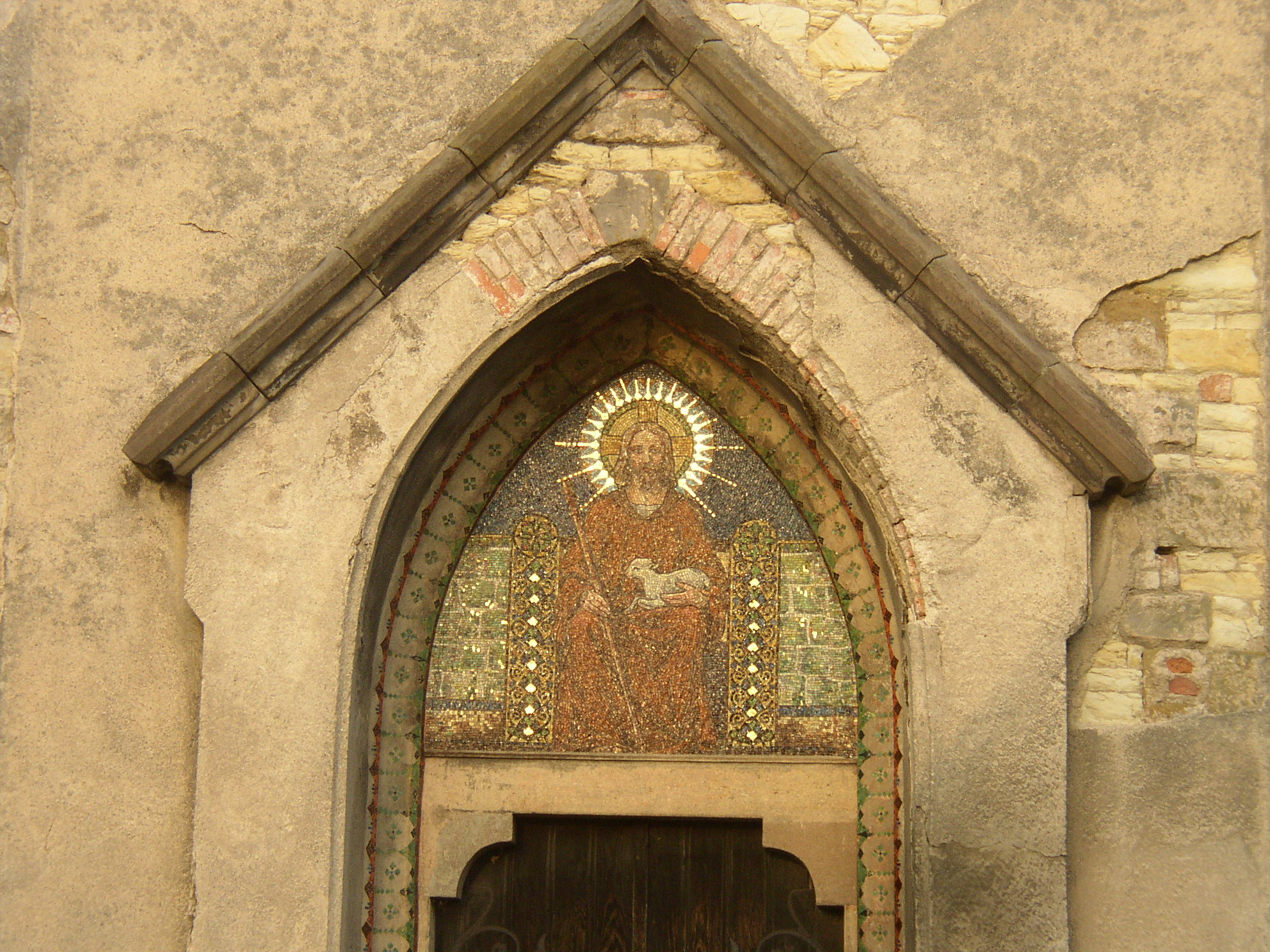
Mozaika Krista – Dobrého pastýře